# Satilatlas marxi matanuskae
Satilatlas marxi là một loài nhện trong họ Linyphiidae.
Loài này thuộc chi Satilatlas. Satilatlas marxi matanuskae được Ralph Vary Chamberlin miêu tả năm 1949.